# Astrogorgiidae
Die Astrogorgiidae sind eine Familie der Achtstrahligen Korallen (Octocorallia), die in flachen bis mäßig tiefen Regionen des tropischen Indopazifiks und in seinen Nebenmeeren vorkommt.

## Merkmale
Die Arten der Familie Astrogorgiidae bilden Tierkolonien, die aus vielen Einzelpolypen bestehen. Die Kolonien sind aufrecht stehende, stark verzweigte, flache Fächer. Sie werden von einem proteinhaltigen, hohlgekammerten Achsenskelett gestützt. Die gleichmäßig über die Astoberflächen oder zweiseitig entlang gegenüberliegender Astränder verteilten Polypen sind monomorph und können sich in niedrige oder hohe Kelche zurückziehen. Die Sklerite in den Polypen haben die Form von Spindeln und Stäbchen und sind in acht Längsgruppen angeordnet. In den Tentakeln haben die Sklerite die Form kurzer Stäbchen und körniger Schuppen. Im äußeren Coenenchym sind nur Sklerite in Spindelform vorhanden, im inneren Coenenchym sind es kurze Spindeln oder Stäbchen. Die Arten der Familie Astrogorgiidae haben große Ähnlichkeit mit denen der Familie Anthogorgiidae. Diese können sich jedoch nicht in das Coenenchym zurückziehen. Alle Arten der Familie Astrogorgiidae leben ohne Zooxanthellen, sind also auf planktonische Nahrung angewiesen.

## Gattungen
Zur Familie Astrogorgiidae gehören 3 Gattungen:
- Acanthomuricea Hentschel, 1903
- Anthoplexaura Kükenthal, 1908
- Astrogorgia Verrill, 1868